# The Predator (film, 2018)
Pour les articles homonymes, voir Predator.
Série Predator
Predators
(2010) Prey
(2022)
Pour plus de détails, voir Fiche technique et Distribution.
The Predator ou Le Prédateur au Québec est un film de science-fiction américaino-canadien réalisé par Shane Black, sorti en 2018.
Il s'agit du quatrième film de la franchise Predator débutée en 1987. L'histoire du film prend place après Predator et Predator 2. Il n'est pas fait mention des évènements du troisième film, Predators.
Le film est sorti en format IMAX en 4DX.

## Synopsis
Quinn McKenna, membre d'un commando de Rangers américains, est témoin de l’écrasement d'un vaisseau spatial lors d'une mission de sauvetage d’otages au Mexique dont il est le seul survivant. Il découvre le casque et le brassard d'un Predator. Poursuivi, il décide de les envoyer par la poste à son domicile, où vivent son épouse Emily et son fils autiste, Rory. Ce dernier parvient à utiliser le masque et l'arme extraterrestres. Il active à son insu, une balise qui permet à d'autres Predators de le localiser. De son côté, Quinn a été arrêté par de mystérieux mercenaires, aux ordres de Will Traeger pour le Projet Stargazer. Ce dernier fait par ailleurs appel à Casey Bracket, une exobiologiste. Elle est accueillie par Traeger dans un immense complexe militaire où est emprisonné le Predator rescapé du crash. Quant à Quinn, il se retrouve dans un bus avec d'anciens soldats ayant commis de graves délits et dont la plupart souffrent de troubles psychologiques : Gaylord « Nebraska » Williams, Baxley, Coyle, Lynch et Nettles.
Un autre Predator, génétiquement amélioré, intervient pour récupérer un précieux objet contenu dans l'équipement, ce qui met Rory en danger. Avec ses compagnons d'infortune, Quinn va tout faire pour le sauver, en essayant de survivre aux autres Predators.

## Fiche technique
Sauf indication contraire, les informations mentionnées dans cette section peuvent être confirmées par les bases de données cinématographiques IMDb et Allociné,  présentes dans la section « Liens externes ».
- Titre original et français : The Predator
- Titre québécois : Le Prédateur[3]
- Réalisation : Shane Black
- Scénario : Shane Black et Fred Dekker, d'après les personnages créés par Jim Thomas et John Thomas
- Musique : Henry Jackman et Alan Silvestri[4]
- Direction artistique : Ravi Bansal, Michael Diner, Shannon Grover, Andrew Li, Cheryl Marion, Peter Mihaichuk, David Scott, Callum Webster et Loic Zimmermann
- Décors : Martin Whist
- Costumes : Tish Monaghan
- Maquillage : Victoria Down, Vanessa Giles
- Photographie : Larry Fong
- Son : Deb Adair, Jason Chiodo, Cary Clark, David Giammarco, Luke Schwarzweller
- Montage : Harry B. Miller III
- Production : John Davis, Lawrence Gordon et Joel Silver
  - Producteur délégué : Bill Bannerman et Ira Napoliello
  - Production associée : Zachary Wanerman
  - Coproducteur : Blondel Aidoo
- Sociétés de production[5],[6] :
  - États-Unis : Davis Entertainment, Dark Castle Entertainment et TSG Entertainment, avec la participation de Twentieth Century Fox Film Corporation
  - Canada : Canada Film Capital
- Sociétés de distribution : 20th Century Fox
- Budget : 88 millions de $[7]
- Pays de production :  États-Unis,  Canada
- Langues originales : anglais, espagnol
- Format[8] : couleur — D-Cinema — 2,39:1 (Cinémascope) — son Dolby Atmos / Dolby Surround 7.1
- Genre : science-fiction, action, aventure, épouvante-horreur
- Durée : 107 minutes
- Dates de sortie[9] :
  - Canada : 7 septembre 2018 (Festival international du film de Toronto)
  - États-Unis, Québec : 14 septembre 2018[3]
  - Belgique : 3 octobre 2018[10]
  - France, Suisse romande : 17 octobre 2018[11]
- Classification[12] :
  - États-Unis : interdit aux moins de 17 ans (R – Restricted)[Note 1]
  - Canada : interdit aux moins de 18 ans (R - Restricted)
  - Québec : 13 ans et plus (violence / langage vulgaire) (13+ / 13 years and over)
  - France : interdit aux moins de 12 ans[13],[Note 2]
  - France : interdit aux moins de 16 ans à la télévision [réf. souhaitée]
  - Belgique : potentiellement préjudiciable jusqu'à 12 ans (Mogelijk schadelijk voor kinderen onder de 12 jaar)[10],[14]
  - Suisse romande : interdit aux moins de 16 ans[15]

## Distribution
- Boyd Holbrook (VF : Stéphane Pouplard ; VQ : Frédérik Zacharek) : Quinn McKenna
- Olivia Munn (VF : Olivia Nicosia ; VQ : Mélanie Laberge) : Dr Casey Bracket
- Trevante Rhodes (VF : Mohad Sanou ; VQ : Fayolle Jean Jr.) : Gaylord « Nebraska » Williams
- Sterling K. Brown (VF : Mexianu Medenou ; VQ : Pierre-Étienne Rouillard) : Will Traeger
- Thomas Jane (VF : Yann Sundberg ; VQ : Daniel Picard) : Baxley
- Jacob Tremblay (VF : Aloïs Agaësse-Mahieu ; VQ : Alice Dorval) : Rory McKenna
- Keegan-Michael Key (VF : Daniel Lobé) : Coyle
- Alfie Allen (VF : Damien Ferrette ; VQ : François-Simon Poirier) : Lynch
- Jake Busey (VF : Pierre Tissot) : Sean Keyes
- Augusto Aguilera (en) (VF : Benjamin Penamaria ; VQ : Éric Bruneau) : Nettles
- Yvonne Strahovski (VF : Julie Cavanna ; VQ : Catherine Proulx-Lemay) : Emily McKenna
- Niall Matter (VF : Jim Redler ; VQ : Jean-François Beaupré) : Sapir
- Edward James Olmos : le général (coupé au montage pour des contraintes de temps)
- Gabriel LaBelle (VF : Mahé Laridan) : EJ
- Kyle Strauts : le Predator
- Garry Chalk : le postier
- Mike Dopud : Dupree
- Lochlyn Munro : Marks
- Françoise Yip : un superviseur du tracking
- Breanna Watkins : Ellen Ripley (version alternative)
- Peter Shinkoda : un technicien
- Rebecca Jorden  : "Newt" (version alternative)

Photos des acteurs principaux
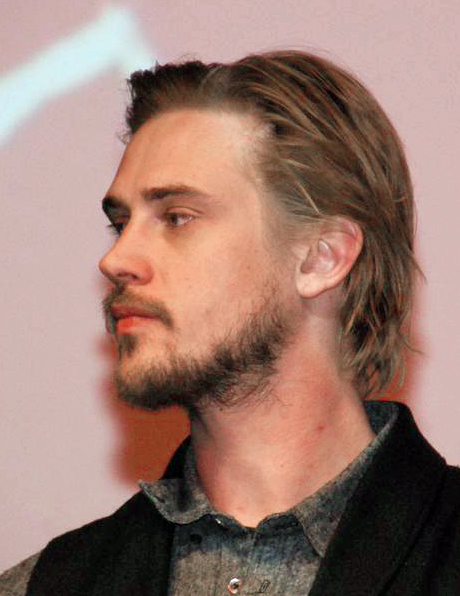
Boyd Holbrook interprète Quinn McKenna
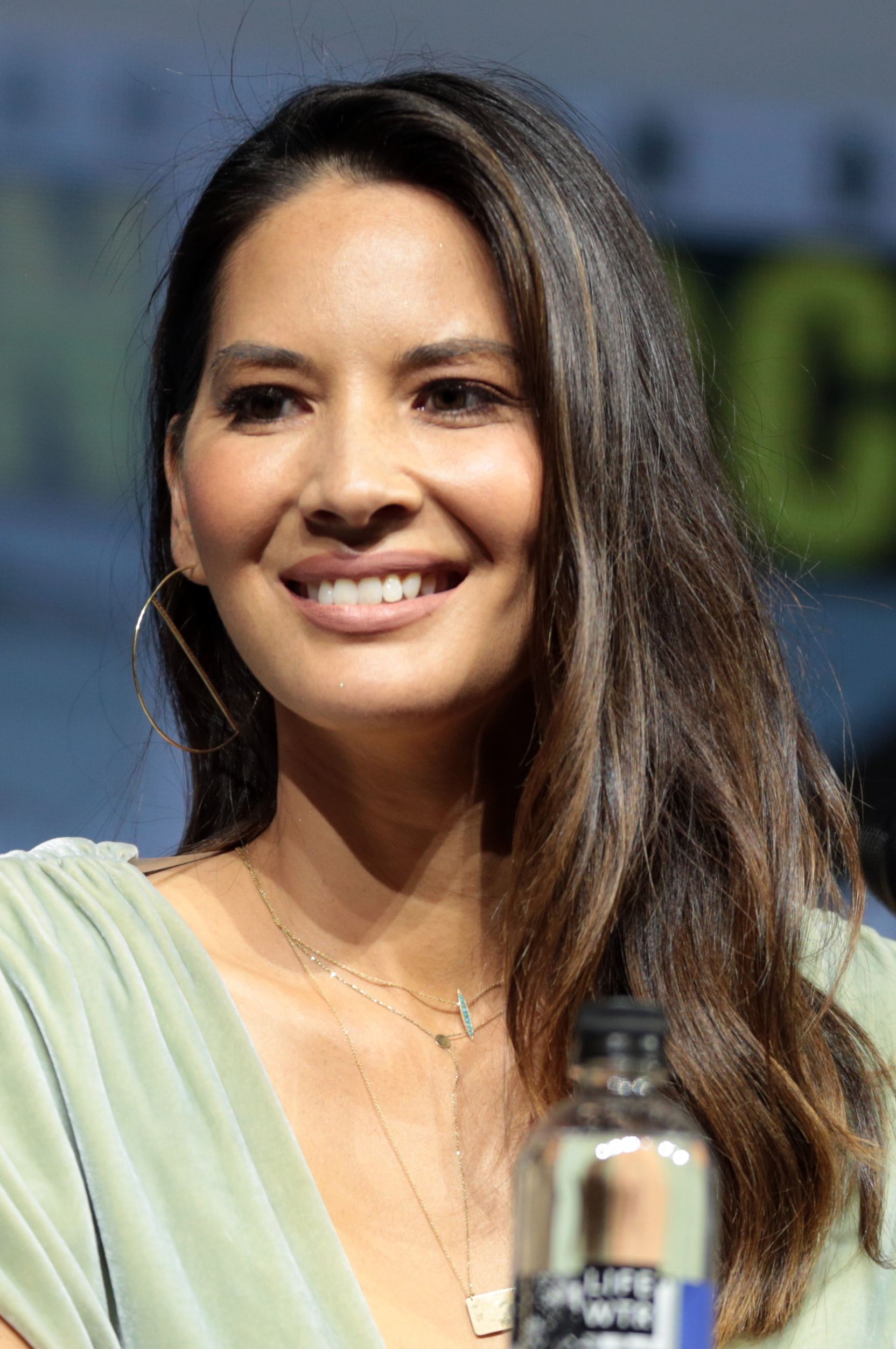
Olivia Munn interprète le Dr. Casey Bracket
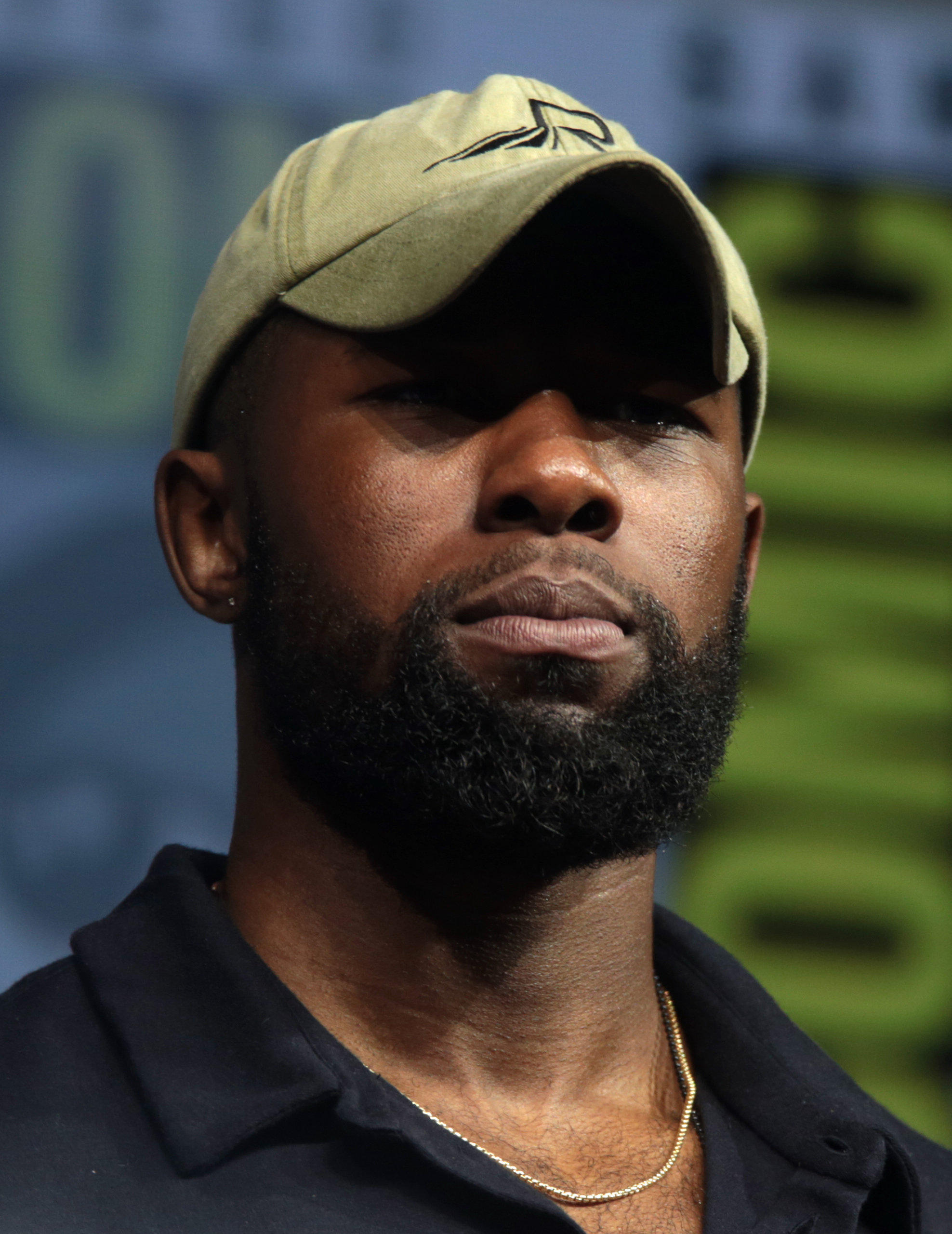
Trevante Rhodes interprète Gaylord « Nebraska » Williams
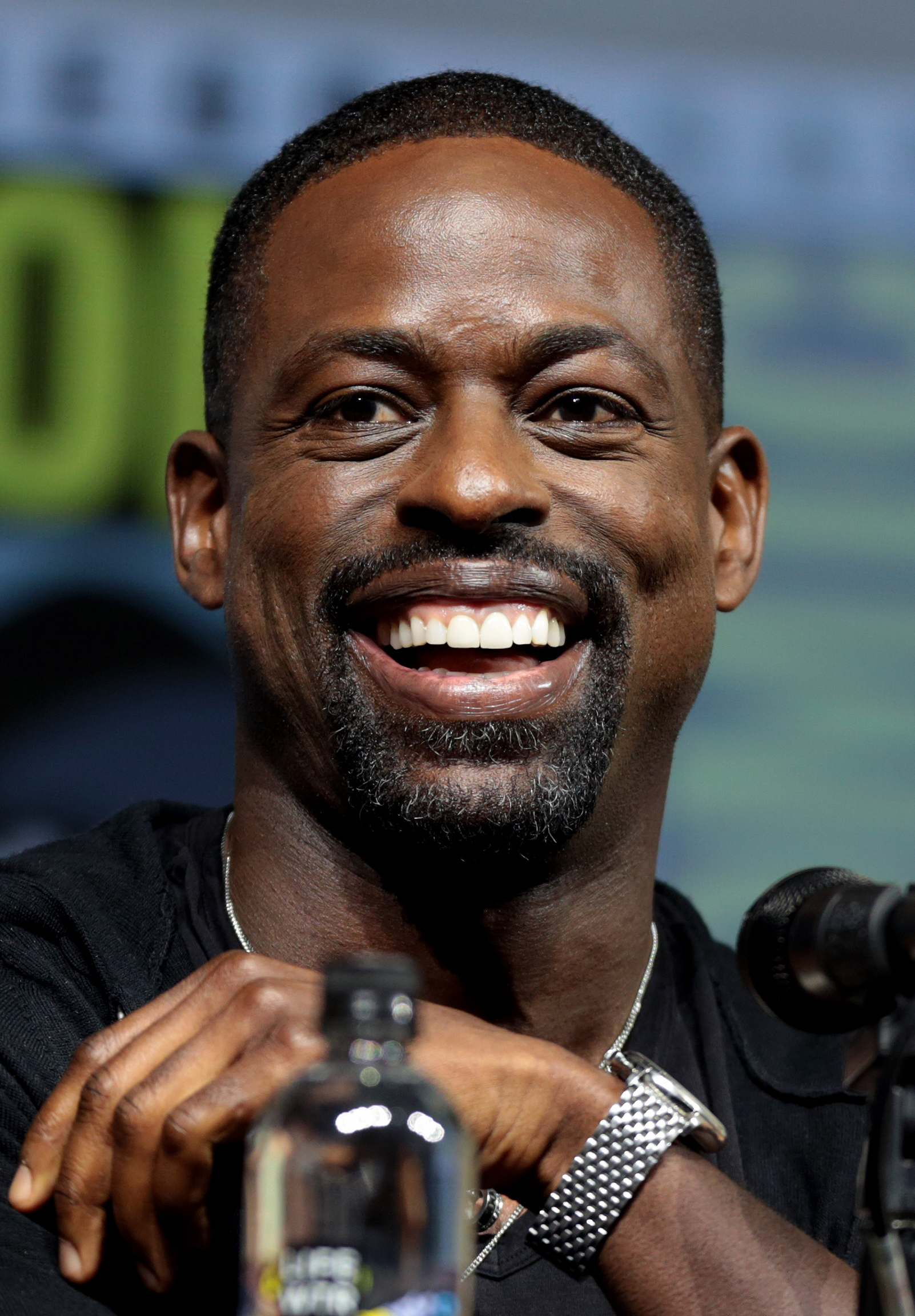
Sterling K. Brown interprète Will Traeger
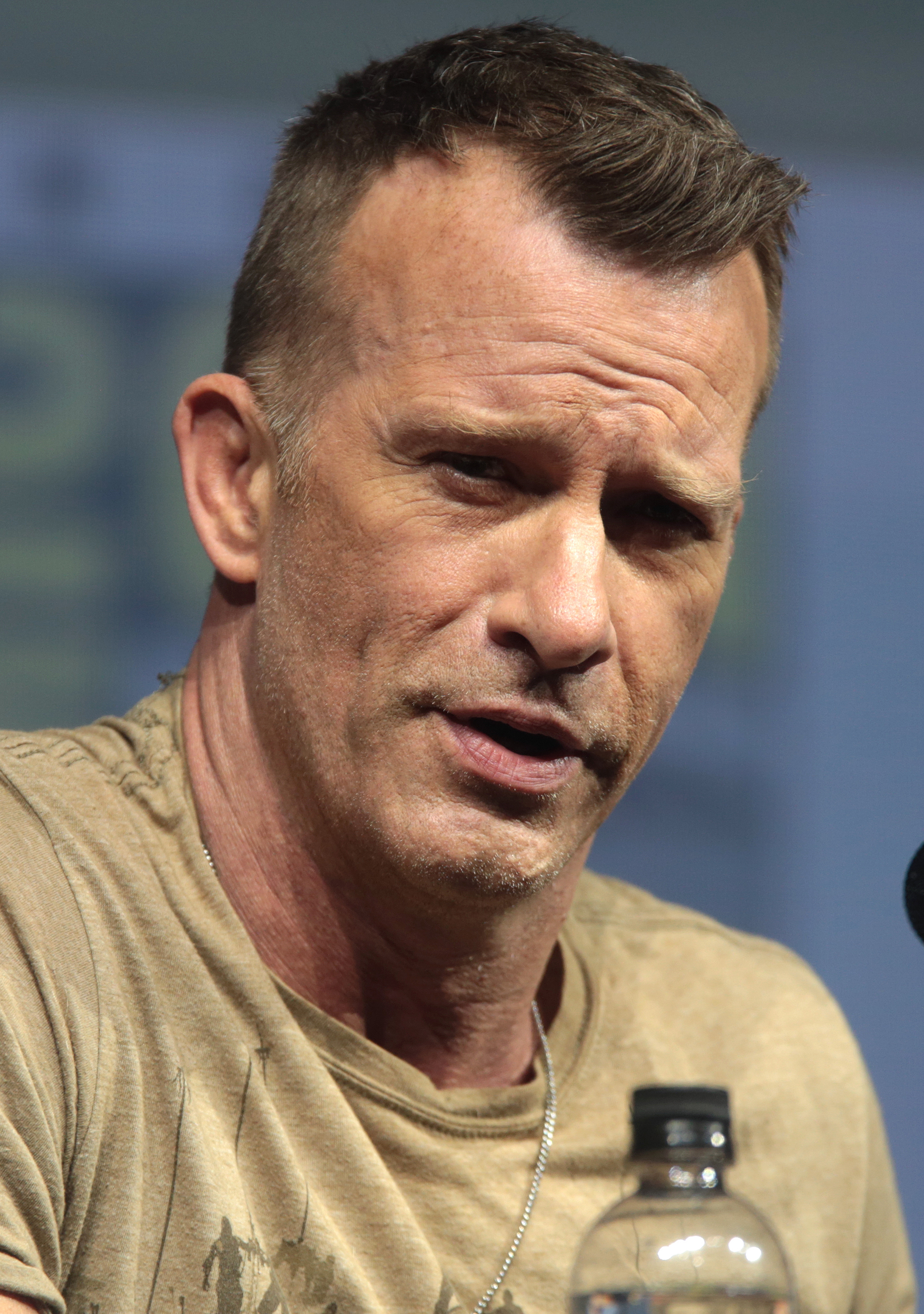
Thomas Jane interprète Baxley
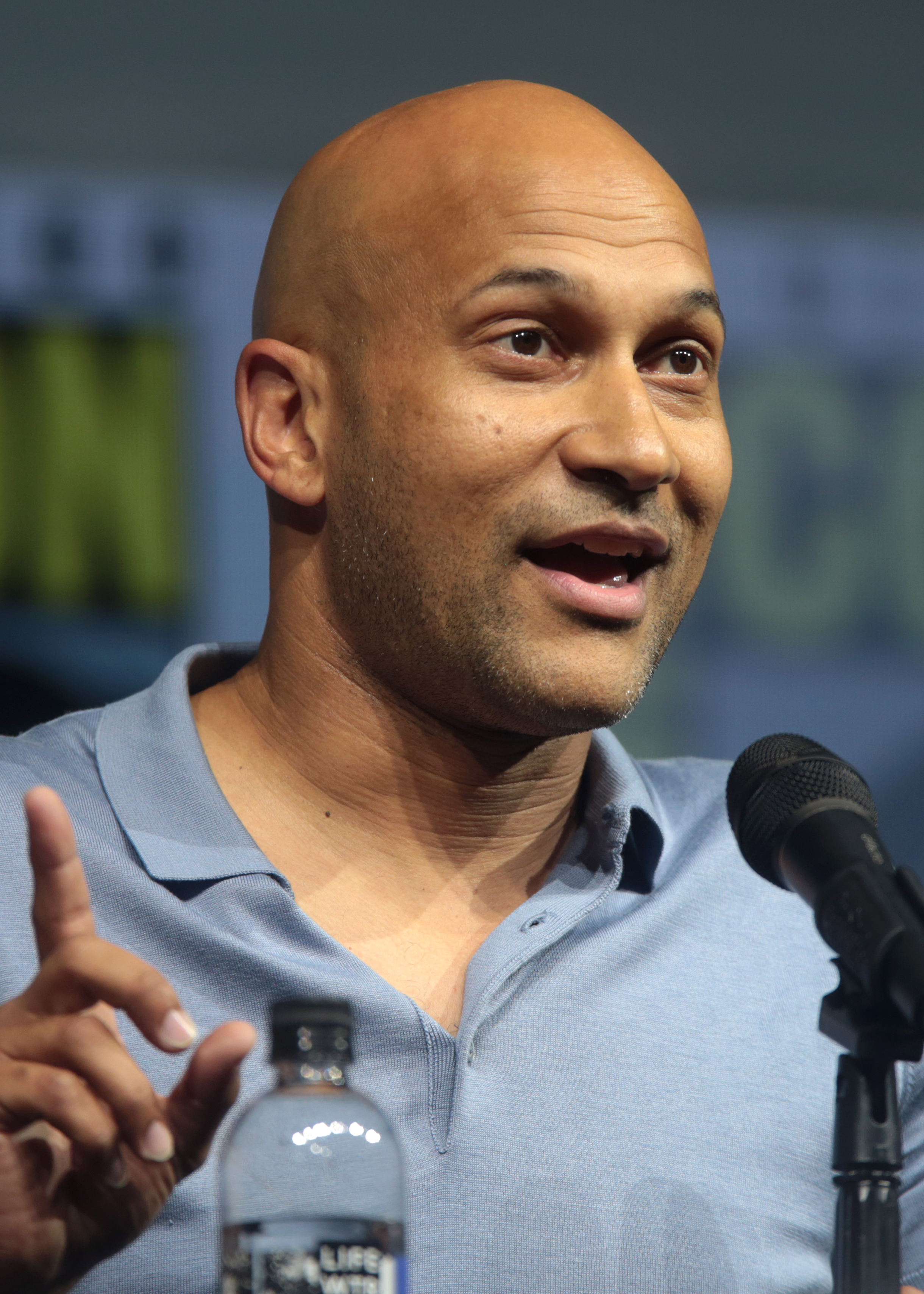
Keegan-Michael Key interprète Coyle
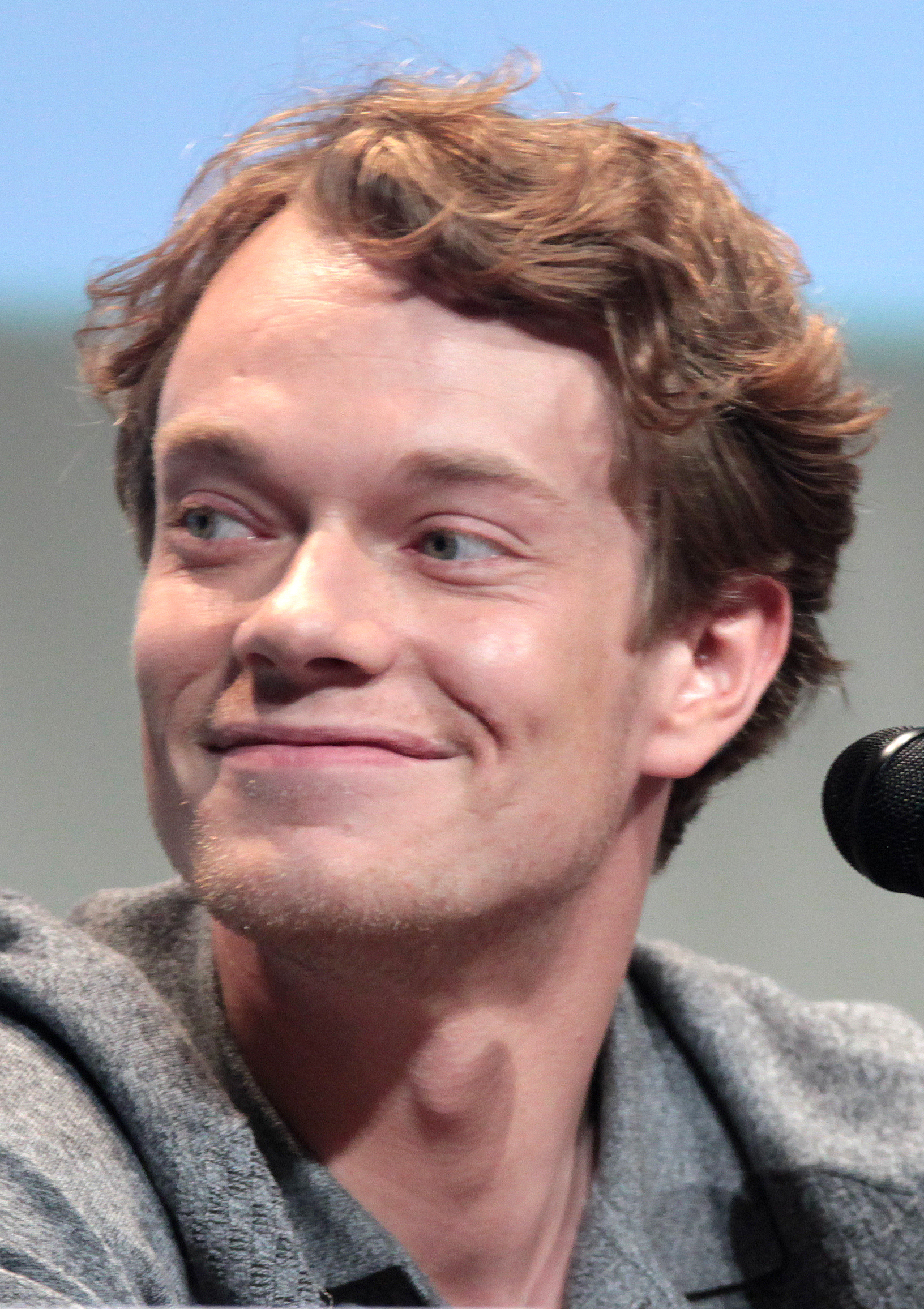
Alfie Allen interprète Lynch
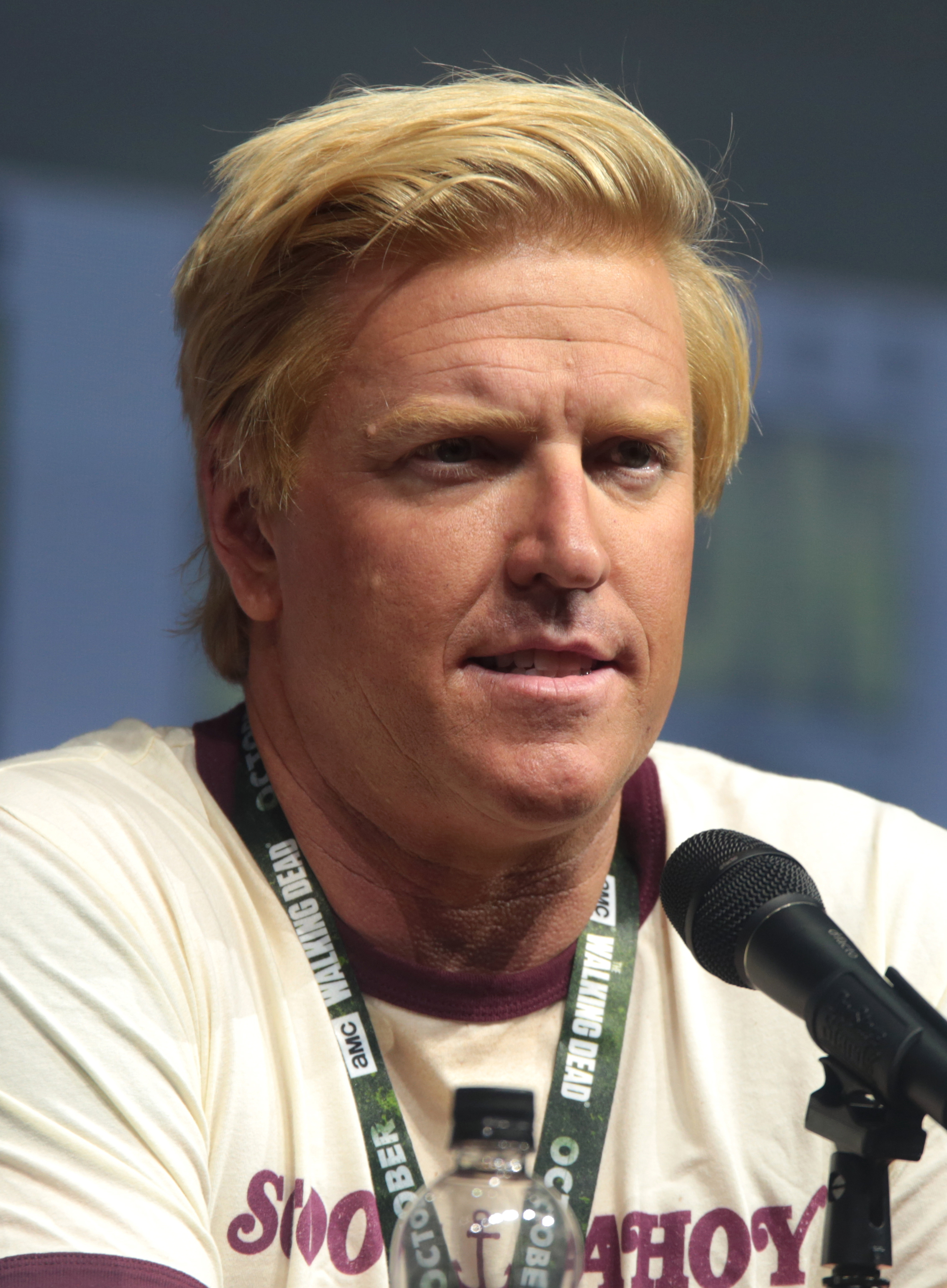
Jake Busey interprète Sean Keyes
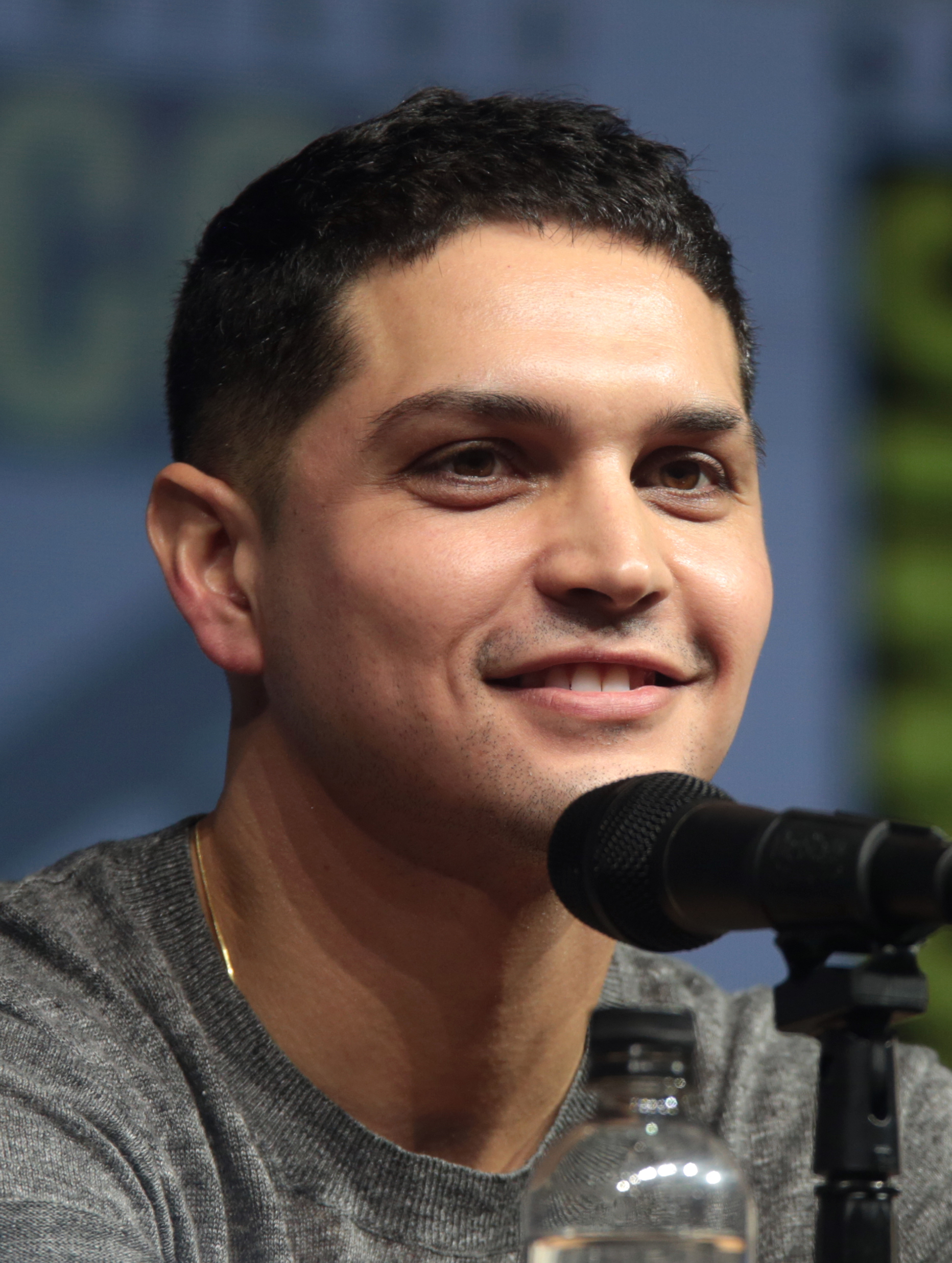
Augusto Aguilera interprète Nettles
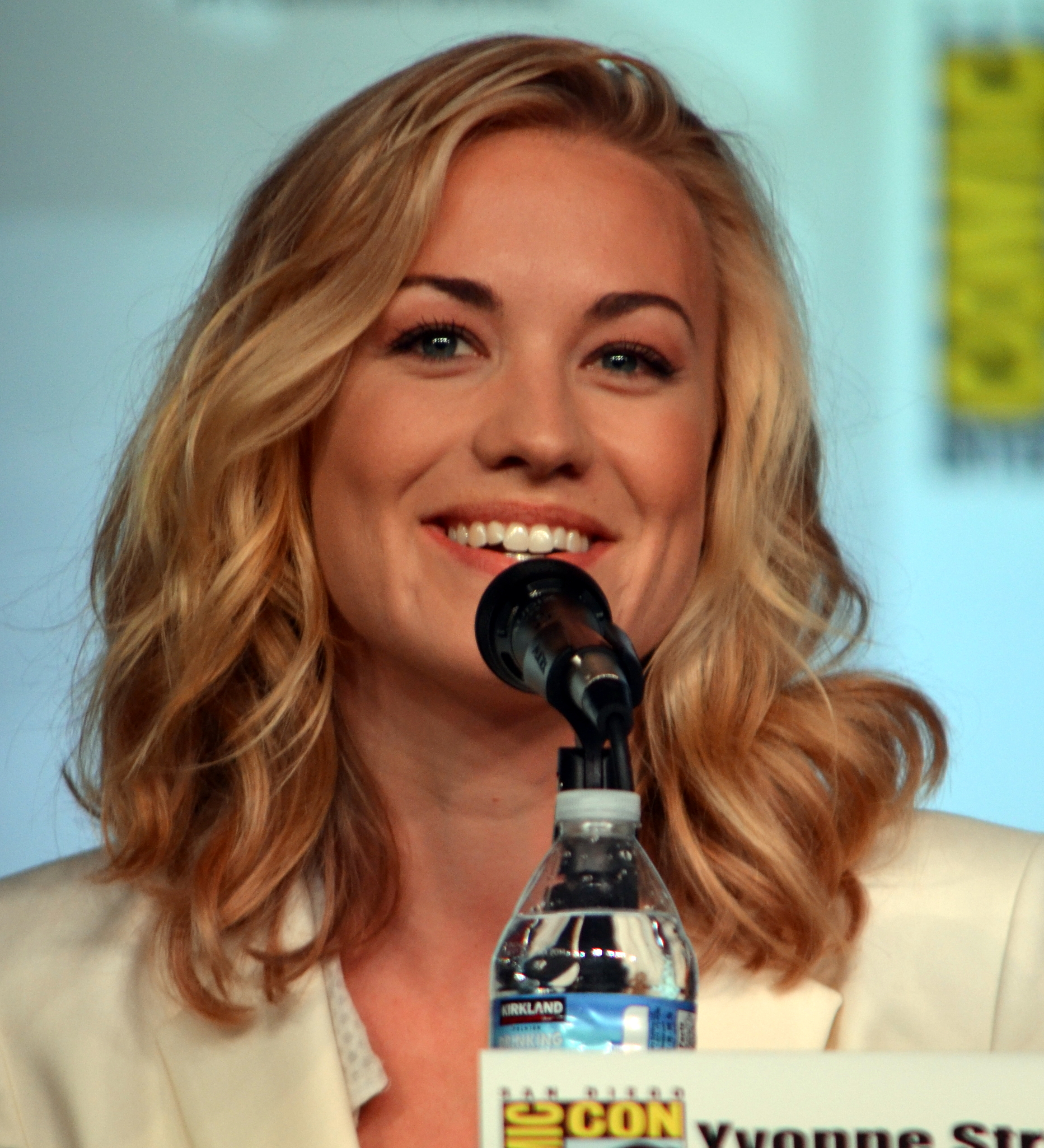
Yvonne Strahovski interprète Emily McKenna

## Production

### Genèse et développement

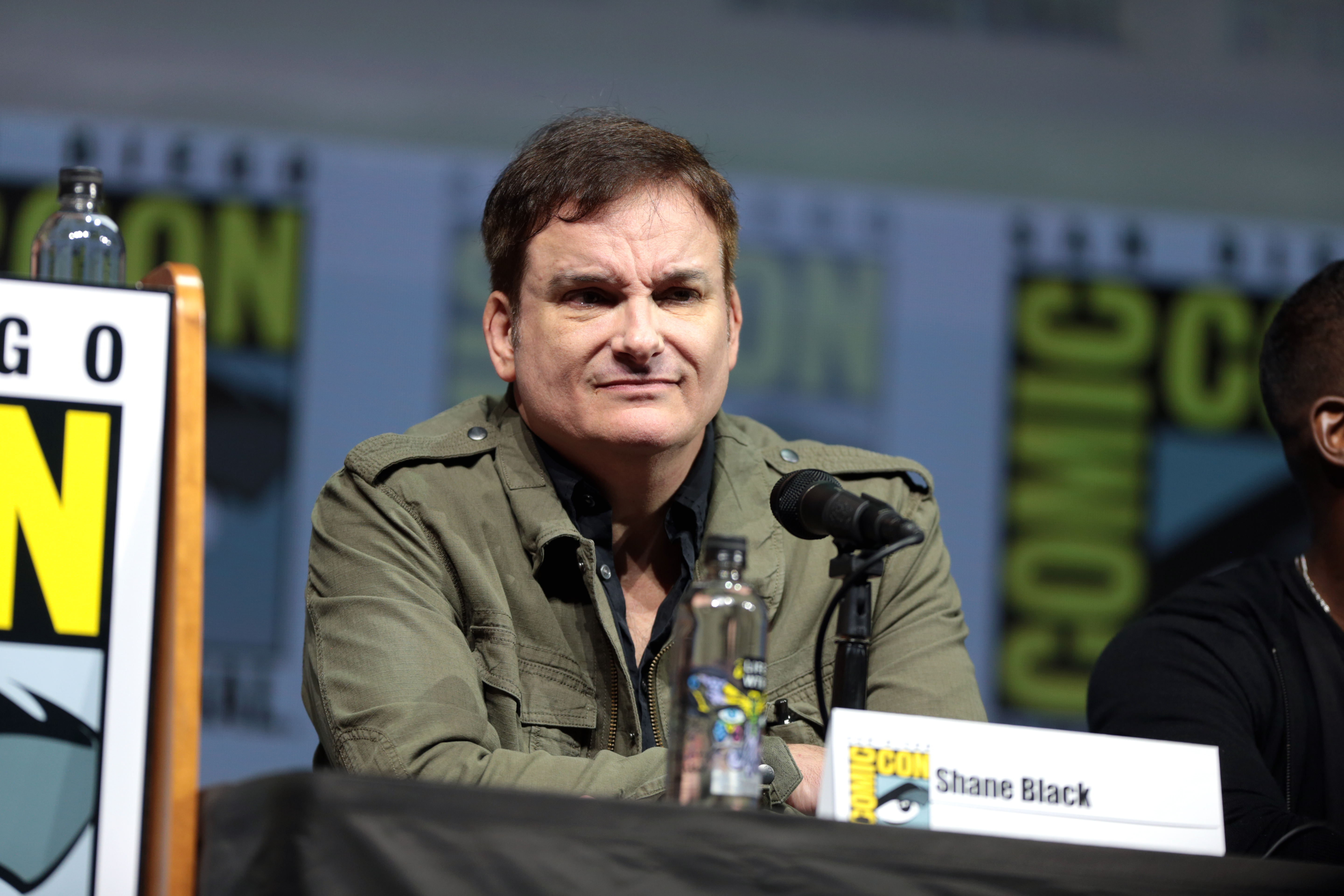
Shane Black, le scénariste et réalisateur du film au San Diego Comic-Con 2018.

Nimród Antal, réalisateur du précédent opus Predators (2010), exprime rapidement son envie de réaliser une suite à son film. Le producteur Robert Rodriguez évoque quant à lui les multiples idées possibles pour le scénario d'un quatrième film :

« Il y a tant de bonnes idées... Juste suivre le personnage de Laurence Fishburne (Noland) dans une  préquelle serait un grand film. Toutes les histoires qu'il raconte dans le film, j'aimerai voir ces expériences... »

— Robert Rodriguez
En 2010, Robert Rodriguez confirme qu'il y aura bien une suite à Predators. Adrien Brody évoque peu de temps après la possibilité de reprendre son rôle de Royce.
En juin 2014, 20th Century Fox annonce que Shane Black (qui avait tenu un rôle dans le premier film) dirigera le film, et qu'il en sera également le coscénariste avec Fred Dekker. Ils avaient déjà travaillé ensemble pour The Monster Squad (1987) et Shane Black était apparu dans RoboCop 3, réalisé par Fred Dekker. John Davis est quant à lui de retour comme producteur, après avoir produit tous les précédents films de la franchise, y compris le cross-over Alien vs. Predator et sa suite. Ce dernier précise qu'il sera intéressant de rafraichir la franchise. Toujours en 2014, Shane Black présente son film comme une « suite inventive » et non un reboot. Cependant, en février 2017, il est annoncé que le film sera indépendant des autres.
En février 2016, Shane Black confirme que le titre du film est The Predator. Il explique vouloir recentrer la franchise sur davantage de mystère et de suspense,. Le réalisateur révèle qu'il veut revenir au style plus « intimiste » du premier film.
Shane Black confirme ensuite que l'intrigue se déroulera dans le présent et après Predator et Predator 2 mais avant les évènements de Predators,. Le réalisateur-scénariste révèle par ailleurs que le Predator possédera une armure bien plus avancée,,. En février 2016, une image teaser est dévoilée, confirmant le titre The Predator.
En février 2017, Shane Black déclare vouloir que le film soit classé « R - Restricted » aux États-Unis (soit interdit aux moins de 17 ans non accompagnés) et déclare : « PG-13, c'est pour les mauviettes. Les colonnes vertébrales, ça saigne. Beaucoup. ».

### Attribution des rôles
En septembre 2016, Benicio del Toro signe pour le rôle principal du film. Un mois plus tard, il est cependant remplacé par Boyd Holbrook, en raison d'un conflit d'emploi du temps. James Franco fût également envisagé pour le même rôle.
En novembre 2016, The Hollywood Reporter rapporte qu'Olivia Munn est en négociations pour décrocher un rôle. En janvier 2017, Trevante Rhodes et Keegan-Michael Key rejoignent la distribution, alors que Sterling K. Brown et Thomas Jane sont évoqués,,,,. le jeune Jacob Tremblay est lui aussi engagé en janvier 2017, pour incarner le fils du personnage de Boyd Holbrook.
En février 2017, Alfie Allen et Yvonne Strahovski rejoignent la distribution,.
L'acteur américain Jake Busey rejoint la distribution en 2017. Son père, Gary Busey, jouait dans Predator 2 aux côtés de Danny Glover. Jake incarne d'ailleurs le fils de son personnage Peter Keyes. Fin mars 2017, Edward James Olmos est à son tour annoncé dans la distribution.
Arnold Schwarzenegger a confirmé avoir été en contact avec Shane Black à propos du retour de son personnage, le Major Alan « Dutch » Schaefer, qu'il avait incarné dans Predator. Cependant, en février 2017, l'acteur Boyd Holbrook déclare « Je ne pense pas que vous verrez Schwarzenegger. Ce ferait trop gimmick » En avril 2017, Arnold Schwarzenegger annonce qu'il a lu le script et ne l'a pas trouvé à son goût : « j'ai lu et je ne l'ai pas aimé - quelle que fut leur offre. Je ne vais pas le faire, sauf s'ils le réécrivent, ou qu'ils me donnent un rôle plus important. Mais dans l'état actuel des choses, non, je ne le ferai pas ».
Le rappeur 50 Cent a été un temps envisagé pour un rôle dans le film.

### Tournage
Le tournage débute en février 2017, à Vancouver. Mais en raison des retours décevants de la première version du film, des tournages additionnels ont lieu, ce qui repousse la date de sortie.

## Accueil

### Sorties
Initialement, le film devait sortir aux États-Unis le 9 février 2018 et en France le 7 mars 2018. En avril 2017, à la suite d'une réorganisation du calendrier de la Fox, la sortie américaine est repoussée au 3 août 2018.
La bande annonce est disponible sur Youtube le 10 mai 2018. Dans cette bande-annonce, il est révélé que le film est repoussé au 14 septembre 2018 (Canada).

### Accueil critique
Le film reçoit principalement des critiques négatives. Sur l'agrégateur américain Rotten Tomatoes, il n'obtient que 33% d'opinions favorables pour 231 critiques et une moyenne de 5,1⁄10. Sur Metacritic, il décroche une moyenne de 48⁄100 pour 49 critiques.
En France, sur le site Allociné, qui recense 23 critiques presse, The Predator obtient une moyenne de 2,3⁄5. Du côté des avis positifs, on peut notamment lire dans Le Figaro : « Monté sur ressort, irrévérencieux, Shane Black signe un joyeux exercice de démystification à l'intrigue pétaradante. Un spectacle régressif au doux parfum des années 1980 ». La critique du Parisien souligne le travail du réalisateur : « Shane Black, scénariste à succès (L'Arme fatale), acteur dans le premier Predator, dépoussière le mythe et en propose une relecture jouissive, à base de scènes d’action et de bons mots ». Éric Libiot de L'Express écrit quant à lui « ce qui s'annonçait comme une énième photocopie, se termine en série Z++. Excellente surprise pour le cinéphile fatigué de tous ces super-héros ». Henry Swanson de Filmsactu écrit notamment « Sans être la réussite que l'on espérait, The Predator est loin d'être la bouse intersidérale annoncée par les critiques américains. Au contraire, le film de Shane Black s'assume comme une série B bourrine, décomplexée, rythmée et débile au parfum 80's ». Dans L'Écran fantastique, Gilles Penso écrit quant à lui « Avec ses nombreuses libertés de ton et son final qui semble cligner de l’œil vers Iron Man, The Predator ne convaincra certes pas totalement les aficionados du chasseur extraterrestre. Mais face au marasme artistique dans lequel a sombré la franchise depuis le début des années 2000, ce petit grain de folie s'avère franchement rafraîchissant ».
Du côté des critiques négatives, Franck Lalieux du site aVoir-aLire.com écrit notamment « Shane Black s’empare de la franchise et délivre un blockbuster bas du front qui se contente de recycler quelques traits caractéristiques de son écriture mais sans l’intelligence de ses œuvres précédentes ». Josué Morel de Critikat écrit « The Predator est de ces suites qui, sans être dénuées d’idées pour redynamiser et repenser les figures qu’elles tentent de dépoussiérer, butent sur leur dimension iconique ». Dans Le Journal du dimanche, Stéphanie Belpêche regrette quant à elle que « le scénario manque d’ambition et le casting de charisme ». Vincent Ostria de L'Humanité trouve qu'il n'y a « rien de saillant dans cette suite vaseuse, s’éloignant trop de l’original de 1987 avec Schwarzenegger, fondé sur un combat singulier dans la jungle entre une bête surnaturelle et un humain plein de ressources ». Dans Première, Elodie Bardinet écrit : « À trop vouloir moderniser le concept, Black et Dekker signent un Predator hybride, qui ne ressemble plus vraiment au classique de John McTiernan, mais qui n'est pas non plus sa version "augmentée". Ce serait plus son cousin bourré racontant des blagues non stop à tout va en souvenir de son aîné décédé. Sur le moment, ça parait fun et décomplexé, mais au fond, c'est un peu triste ».

### Box-office
| Pays ou région    | Box-office      | Date d'arrêt du box-office | Nombre de semaines |
| ----------------- | --------------- | -------------------------- | ------------------ |
| États-Unis Canada | 51 024 708 $    | 29 novembre 2018           | 11                 |
| France            | 352 652 entrées | 13 novembre 2018           | 4                  |
| Total mondial     | 160 542 134 $   | 29 novembre 2018           | 11                 |

## Distinctions
Source : Internet Movie Database

### Récompense
- Golden Schmoes Awards 2018 : Golden Schmoes de la plus grande déception de l'année

### Nominations
2018
- Fright Meter Awards : meilleur maquillage
- IGN Summer Movie Awards : meilleur film d'action

2019
- Alliance of Women Film Journalists : suite ou remake qui n'aurait pas dû être fait
- Golden Trailer Awards :
  - Meilleure voix de doublage dans un spot télévisé pour 20th Century Fox Video et Trailer Park,
  - Meilleur spot télévisé pour 20th Century Fox Video et Rogue Planet
  - Meilleure affiche d’un thriller
- UBCP/ACTRA Awards : meilleure cascade pour Marny Eng et James Mowat
- Young Artist Awards : meilleur second rôle masculin dans un long métrage (Acteur adolescent) pour Nikolas Dukic

## Éditions en vidéo
- En France, le film The Predator est sorti en DVD[60], Blu-ray[61], en Blu-ray édition steelBook[62], dans une édition combo 4K Ultra HD + Blu-ray[63], ainsi que dans une édition limitée Spéciale FNAC SteelBook 4K Ultra HD + Blu-ray[64] le 20 février 2019. Puis, le film est ressorti en DVD le 1er août 2019[65].
- Au Québec, le film est sorti en copie numérique le 27 novembre 2018, puis en DVD, Blu-ray et 4K Ultra HD le 18 décembre 2018[3].

## Analyse